# 爵士時代
爵士時代（英語：Jazz Age）是指1920年代和1930年代的時期，當時爵士樂與舞蹈變得流行，主要是指美國，但是法國、英國與其他地區也有這種現象。爵士樂起源於新奥爾良，是非洲和歐洲音樂的融合，並在這個時期的廣泛文化變化中發揮了重要作用，其對流行文化的影響持續很久。爵士時代通常與咆哮的二十年代一起被談論，而且在美國它與禁酒時期以重要的交叉文化方式重疊起來。美國作家法蘭西斯·史考特·費茲傑羅被廣泛認為是他創造了這個術語，首次將這個術語用於他的1922年短篇小說集《爵士時代的故事》（Tales of the Jazz Age）的標題上。

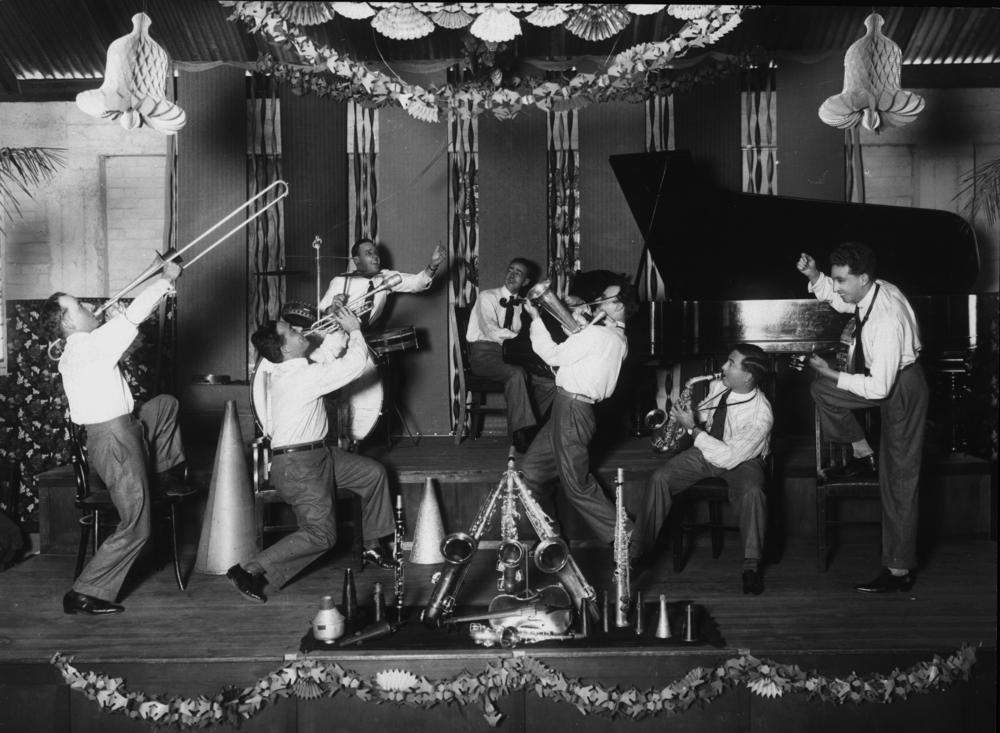
1929年圣诞节上，澳大利亚的一个名为“水晶宫乐团”（Crystal Palace Orchestra）的爵士乐队在作表演，其中用到了施特罗小提琴

## 背景

### 爵士音樂
爵士音樂的誕生往往是追溯至非裔美國人，但是隨著時間的推移，已被社會中產階級的白人美國人所接受。白人表演者被認為是汽車在美國爵士音樂的普及象徵。爵士舞促進了非洲裔的傳統和理想與白人中產階級社會產生連結。紐約和芝加哥等城市是爵士樂的文化中心，特別是對於非洲裔藝術家而言。

### 禁酒令
美國禁酒令是一項全國憲法，從1920年到1933年禁止生產、進口、運輸和銷售酒精飲料。
在1920年代，該法律被廣泛忽視，稅收收入損失。好多的有組織犯罪幫派控制了許多城市的啤酒和酒類供應，釋放出震驚全國的犯罪浪潮。這個禁酒令被艾爾·卡彭所領導的黑幫們利用，他從非法出售酒精中獲利6000萬美元。其結果在這個時代使違法的地下酒吧增多，變成了「爵士時代」的熱鬧場所，表演著流行音樂，包括當時的舞蹈歌曲、新穎歌曲和秀場音樂。
到1920年代末，一個新的反對派在全國範圍內動員起來。「濕」（反對禁酒令者）抨擊禁酒令導致了犯罪、降低當地收入，而且欺騙了美國城市中的農村新教徒宗教益處。禁酒令在第二十一條修正案的批准下結束了，該修正案在1933年12月5日廢除了第十八修正案。一些州份繼續全州禁酒，標誌著進步時代的其中一個最後階段。

## 外部連結
- The Jazz Age In America （页面存档备份，存于）
- Roaring Twenties （页面存档备份，存于） from U S History.com
- http://www.jazzageclub.com/ （页面存档备份，存于）